# 去斯大林化
去斯大林化（俄语：Десталинизация）是指在1953年蘇聯最高领导人斯大林死后，苏联、东欧、亚洲的一些共产主义国家中其共产党领导发动的从上向下逐渐取消掉此前集中于斯大林本人、其政策的崇拜、推动有限的自由化政策的过程。各國處理的過程一度反覆，後來在蘇聯解體後，特別是東歐地區開始徹底清除，並轉型為民主發達的國家。但在更東方評價則比較兩極。

## 经过
1956年2月在苏联共产党第二十次代表大会上，苏共中央第一书记赫鲁晓夫在蘇共內部秘密會議上，向在場高層公佈了政治清洗的機密，並據此对斯大林、斯大林主义进行嚴厲批评，認為這是在破壞人民的團結。突然間，所有人对原本大力提倡的斯大林个人崇拜都停止並反轉了，在去斯大林化的过程中过去的斯大林派人物被撤职，斯大林时期的严密的监视、控制被放松，部分反对派人物被平反，苏联对其卫星国的经济要求放宽。在文化上在这些国家出现了“解冻”，在波兰、匈牙利原斯大林派领导人甚至被推翻。
实际上蘇聯境內，去斯大林化的作用则非常有限，由于当时的国际形势苏联的“解冻”政策未能深入，此外当时也没有放松或者动摇苏联共产党独党统治的意图，赫鲁晓夫本人在去斯大林化以及反对对斯大林的个人崇拜后，也开始建立起了对自己的个人崇拜。1964年赫鲁晓夫下台后，去斯大林化被新任苏共中央总书记勃列日涅夫停止，斯大林的聲譽才有些得到恢復，儘管仍有批判，恢復的名聲主要是二戰時期的戰功、蘇聯的工業化。同时，斯大林的继承人后来也享受部分类似斯大林式的个人崇拜。
由於蘇聯再次陷入停滯，在蘇聯開放政治後去斯大林化重新獲得且具備更加強烈的熱情，在蘇聯解體後達到了第2波高潮，波羅的海三國等前苏联加盟共和国、原東歐衛星國大力且徹底地推行去共產化，當局結合民眾力量拆除了许多與蘇聯有關的事物，如列寧、斯大林雕像、畫像，與歌頌列寧、史達林的標語，甚至連二戰時期勝利的蘇聯紅軍的象徵物都加以被修正、補充。而史達林的出生地喬治亞當局也對斯大林、其史蹟、評價實施大清算，在斯大林出生地戈里拆除斯大林銅像，設立紀念2008年俄格战争紀念碑。

## 命名城市
1961年10月苏联共产党第22次代表大会上对斯大林主义的批评加深，在东欧社会主义国家中掀起了一股第2次去斯大林化的运动。其中许多街道和城市改名：
- 苏联
  -  俄罗斯城市伏尔加格勒原名察里津，1925年改名为斯大林格勒，1961年改名为伏尔加格勒，但是每年有特定的九天，市府正式官方文書可使用“英雄城市史達林格勒”的名称。
  -  俄罗斯城市新莫斯科斯克于1953年至1961年被命名为斯大林诺果斯克，1961年被改名为新莫斯科斯克。
  -  俄罗斯城市新库兹涅茨克建城时被命名为斯大林斯克，1961年改名为新库兹涅茨克。
  -  乌克兰城市頓涅茨克于1924年至1961年被命名为斯大林诺。
  -  格鲁吉亚城市茨欣瓦利于1934年至1961年间被命名为斯大林尼利。
  -  塔吉克城市杜尚別于1929年至1961年间被命名为斯大林纳巴德。
- 匈牙利人民共和国城市多瑙新城于1951年改名为斯大林城，1961年11月25日改回原名。
- 保加利亞人民共和國城市瓦爾納曾于1949年至1956年间被命名为斯大林市。
- 波蘭人民共和國城市卡托维兹曾于1953年至1956年被命名为斯大林格勒。
- 东德于1953年建立了一座新城市斯大林市，1961年与其它城市合并后被命名为艾森许滕施塔特。
- 捷克斯洛伐克（今 捷克）城市奥斯特拉瓦的1个卫星城曾被命名为斯大林格勒。
- 羅馬尼亞人民共和國城市布拉索夫于1951年至1961年被命名为斯大林市。

## 后续
勃列日涅夫、柯西金等在1964年10月通过宫廷政变方式推翻赫鲁晓夫上台执政，实行了“静悄悄的斯大林化”，开始发表肯定斯大林历史作用的言论，并于1966年初做出决定终止“非斯大林化”。因此，苏联共产党第二十三次代表大会前夕，苏联科学界、文艺界众多重要人物先后发表《苏联科学文艺界二十五位领袖致勃列日涅夫反对为斯大林平反的公开信》、《苏联科学文艺界致苏共中央主席团关于反对为斯大林平反的公开信》，对此表示强烈反对。
著名作家安德烈·西尼亚夫斯基、尤里·丹尼尔因在国外发表反斯大林的作品而被控犯有“诽谤”罪投入劳改营，《古拉格群岛》作者索尔仁尼琴被驱逐出境，《让历史来审判》作者罗伊·梅德韦杰夫夫被开除出党，《斯大林大清洗内幕》作者费尔德宾则受到克格勃追杀。勃列日涅夫时代拍摄的电影《解放》（1972年上映）、《围困》（1977年上映）中都出现了斯大林的形象，赞美斯大林在苏德战争指挥中的功绩。苏共中央总书记勃列日涅夫还在1979年斯大林诞辰100周年时发行了照相纸年历纪念册，并且在1969年斯大林诞辰90周年时，在列宁墓背后的克里姆林宫城墙下中立起了斯大林的一座半身铜像，与基洛夫、伏罗希洛夫等人并列。但勃列日涅夫并没有重新把伏尔加格勒恢复为赫鲁晓夫去斯大林化之前的名字—斯大林格勒，所有被赫鲁晓夫改名的城市、工厂、企业也都没有恢复原来带有斯大林的名字。勃列日涅夫也承认“苏共二十大对破除个人崇拜、个人迷信的贡献”，除了斯大林的故乡格鲁吉亚哥里、首都莫斯科，苏联其他城市没有保留任何斯大林塑像。
赫鲁晓夫在1964年被勃列日涅夫赶下台，虽然在中华人民共和国、阿尔巴尼亚、朝鲜看来，新一代的蘇聯仍然是修正主义的延续，是“没有赫鲁晓夫的赫鲁晓夫主义”（朝鲜是在内部文件中谴责苏联为修正主义，但在公开场合中于苏联、中国之间左右逢源，来回摇摆，保证自身的最大利益。直到邓小平、阿利雅于1980年代分别在中国、阿尔巴尼亚上台执政并进行经济改革，苏修这一说法才被废止不用）但在西方各国、苏联国内的主流观点看来，勃列日涅夫上台却被视为是斯大林主义的恢复，主要体现在之后的勃列日涅夫主义、苏联共产党官僚“干部队伍的稳定”，一直持续到80年代末期戈尔巴乔夫实施改革开放政策，最后苏共倒台、苏联解体为止。
1986年，苏共中央总书记戈尔巴乔夫提出“民主化”、“公开性”、“舆论多元化”的口号，在意识形态领域掀起了一场批判斯大林的运动。《星火》、《莫斯科新闻》等主流报刊连篇累牍地登载批判斯大林的文章。戈尔巴乔夫高度评价赫鲁晓夫时期召开的苏共二十大“是对极权主义体制的第一次冲击，是朝社会民主化迈进的第一次尝试”。不过，戈尔巴乔夫认为赫鲁晓夫在揭露斯大林方面还有局限性，“不能也不愿揭露他所抨击的现象的深层基础”，这个“深层基础”就是“斯大林体制”。在纪念十月革命胜利70周年的报告中，戈尔巴乔夫严厉批判了斯大林、斯大林主义，1987－1988年，批判斯大林的运动达到了高潮。1990年7月，在苏共第28次代表大会的报告中，戈尔巴乔夫再次严厉批判了“斯大林一伙的罪行”，大会正式通过的决议中清楚地写道：“极权的斯大林体制给国家、人民、党、社会主义思想本身造成了巨大损失，这一体制正在被消除，苏联正在走向人道、民主的社会主义。”
2009年12月3日，俄罗斯总统普京说：“显然，从1924至1953年国家有了根本变化：从农业国变成了工业国，而这时的国家是斯大林领导的。诚然，农民没有了，而我们大家都清楚记得有农业问题，特别是在最后阶段，排着长队购买食物等。在这一领域所发生的一切，对农村没有起任何积极的作用。不过工业化确实实现了。”、“我们取得了伟大卫国战争胜利...即使我们總體损失很大，你们知道，现在谁也不能指责组织和领导了这场胜利的人，因为如果我们在战争中失败了，那么对我国来说其后果就会悲惨得多。”“正面的东西无疑是存在的，然而花了难以接受的代价。尤其是存在过镇压。这是事实。我们的数以百万计的同胞遭到镇压。这种管理国家、取得成就的方法是我们不能接受的。不能这样做。毫无疑问，在这一时期我们遇到的不简单的仅是个人崇拜，而是反对自己人民的大规模罪行。”
时任俄罗斯总统梅德韦杰夫在俄罗斯《消息报》2010年5月7日全文刊载的专访中指出：“是人民赢得了卫国战争的胜利，而不是斯大林，甚至也不是担任重要职务的军事指挥官。当然，他们曾发挥了非常重要的作用，但同时人民以难以置信的力量赢得了战争的胜利，众多民众为此献出了宝贵的生命”。而“斯大林对自己的人民犯下了大量罪行……他对本国人民的所作所为不可饶恕”。